# Montgommery (Adelsgeschlecht)
Montgommery war eine Familie des normannischen Adels, das nach ihrem Besitz Montgommery bei Vimoutiers (heute Sainte-Foy-de-Montgommery und Saint-Germain-de-Montgommery) benannt ist.
Roger de Montgomerie nahm an der Eroberung Englands teil und wurde zum Earl of Shrewsbury ernannt. Seine Nachkommen mussten jedoch England wieder verlassen, sie ließen sich (erneut) in Frankreich bzw. Schottland nieder. In Frankreich erbten sie die Grafschaften Marche (verkauft 1177), Ponthieu und Alençon. Die Familie starb in Frankreich im 15. Jahrhundert aus. Der schottische Zweig existiert noch heute. Aus diesem stammt auch der heute bekannteste Angehörige der Familie, der Feldmarschall Bernard Montgomery.

## Stammliste (Auszug)
1. Roger I. de Montgommery († wohl 1040), Vicomte d’Hiémois
  1. Hugues de Montgommery († vor 1050)
    1. Roger de Montgomerie († 1094/95), Sire de Montgommery, Vicomte d’Hiémois, Sire d’Alençon, de Sées, de Bellême etc., 1066 Regent der Normandie, 1067 Herr von Arundel und Chichester, 1074 1. Earl of Shrewsbury; ⚭ I Mabile de Bellême, Dame d’Alençon et de Sées († 1082), Tochter von Guillaume II. Talvas de Bellême, Sire d’Alençon etc., (Haus Bellême); ⚭ II Adelaide de  Breteuil, Tochter von Ebrard I., Comte de Breteuil, Vicomte de Chartres (Haus Le Puiset)
      1. (I) Robert de Bellême († nach 1130), 1079 Sire de Bellême, d’Alençon et (bis 1092) Domfront, 1094 Sire de Montgommery, Vicomte d’Hiémois, 1098 3. Earl of Shropshire and Shrewsbury, 1101 Comte de Ponthieu; ⚭ Agnès de Ponthieu († 1100/03), Tochter von Graf Gui I., (Haus Ponthieu)
        1. Guillaume I. Talvas († 1171/72), 1111–1126/29 Comte de Ponthieu, 1119/35 Sire de Montgommery, 1145 Graf von Alençon; ⚭ Hélie von Burgund († 1142), Tochter von Odo I., Herzog von Burgund, (Kapetinger)
          1. Guy II. († 1147), vor 1129 Graf von Ponthieu; ⚭ Ida
            1. Jean I. († 1191), 1153 Graf von Ponthieu; ⚭ I Mathilde; ⚭ II Laure de Saint-Valéry; ⚭ III Beatrix de Saint-Pol, Tochter von Anselm, Graf von Saint-Pol
              1. Guillaume II. Talvas, Comte de Ponthieu, 1203 Comte de Montreuil et de Ponthieu; ⚭ Alix von Frankreich, Comtesse de Vexin († nach 1218), Tochter von Ludwig VII., König von Frankreich, (Kapetinger)
                1. Marie († 1250), 1225 Comtesse de Ponthieu; ⚭ I Simon de Dammartin, Graf von Aumale († 1239) (Haus Mello); ⚭ II Mathieu de Montmorency (X 1250) (Stammliste der Montmorency)

              2. Marguerite; ⚭ Enguerrand de Picquigny, Vidame d’Amiens († 1224)
              3. Hélène; ⚭ Guillaume d’Estouteville, Seigneur d’Estouteville († vor 1210) (Haus Estouteville)

            2. Gui, Seigneur de Noyelles – Nachkommen: die Sires de Maisnières et de Maintenay († Mitte des 15. Jahrhunderts)

          2. Guillaume, 1166 Graf von Alençon
          3. Jean I. († 1190/91), Comte d’Alençon; ⚭ Beatrix d’Anjou, Tochter von Hélie, Graf von Maine, und Philippa von Le Perche
            1. Jean II. († 1191), vor 1171 Graf von Alençon
            2. Robert II. († 1217), 1191 Comte d’Alençon; ⚭ I Mathilde; ⚭ II Jeanne de Preuilly, Tochter von Gauzbert; ⚭ III Emma de Laval († 1264), Tochter von Gui VI. (Haus Laval)
              1. (II) Jean III. († 1212); ⚭ Adèle de Roye († vor 1223), Tochter von Barthélemy de Roye
              2. (II) Mathilde; ⚭ Theobald VI., Graf von Blois († 1218), (Haus Blois)
              3. (III) Robert posthumus (* 1217; † vor 1220)

            3. Guillaume († 1203), Seigneur de La Roche-Mabile
            4. Alix († nach 1220), Dame de Montgomery et de Sonnois; ⚭ I Hugues II., Vicomte de Châtellerault († vor 1176); ⚭ II Robert II. Malet, Seigneur de Graville († nach 1220), (Haus Malet)
            5. Philippe († vor 1223); ⚭ I William III. de Roumare († wohl 1198); ⚭ II Guillaume III. Malet de Graville, (Haus Malet); ⚭ III Guillaume de Préaux († 1223)

          4. Clémence († vor 1189); ⚭ Juhael I., Sire de Mayenne († 1161) (Haus Mayenne)
          5. Ela (Adela) († 1174); ⚭ I William de Warenne, 3. Earl of Surrey (X 1148); ⚭ II Patrick of Salisbury, 1. Earl of Salisbury (X 1168)

      2. (I) Hugo (1079 bezeugt, X 1098), 1094 2. Earl of Shropshire and Shrewsbury
      3. (I) Roger Poitevin († 1123), 1113 Graf von La Marche; ⚭ Almodis, 1088 Comtesse de La Marche († 1117/29), Tochter von Graf Aldebert II., (Haus Périgord)
        1. Aldebert III. († vor 1168), um 1096–1145 Comte de La Marche; ⚭ Orengarde
          1. Aldebert IV. († 1180), 1145 Comte de La Marche, verkauft die Grafschaft 1177 an König Heinrich II. von England; ⚭ Mirable
            1. Marquis († 1174/77)
            2. Marquise; ⚭ Guillaume Calvus

          2. Boson V. (1145/72 bezeugt), Comte de La Marche
          3. Marquise; ⚭ Guy, Vizegraf von Limoges († 1148)

        2. Boson IV., 1103–1117 Comte de La Marche
        3. Eudes II., 1106–1119 Comte de La Marche
        4. Ponthia; ⚭ Vulgrin II., Graf von Angoulême († 1140), (Haus Taillefer)

      4. (I) Philipp Grammaticus († 1099 vor Antiochia am Orontes)
        1. (I) Mathilde, 1113 Äbtissin von Almenêches

      5. (I) Arnoul (Arnulf) (1079–1119 bezeugt), 1102 aus England verbannt, geht nach Schottland, der Stammvater der schottischen Montgomery
      6. (I) Emma († 1113), 1074 Äbtissin von Almenêches
      7. (I) Mathilde († wohl 1085); ⚭ Robert, Graf von Mortain, Earl of Cornwall, (Haus Conteville)
      8. (I) Mabile; ⚭ Hugues, Sire de Châteauneuf-en-Thymerais
      9. (I) Sibylle († nach 1140), Gründerin von Tewkesbury Abbey; ⚭ I Robert FitzHamon de Torigni, Lord of Gloucester, Sire de Creully, Gouverneur von Caen; ⚭ II Jean Sire de Raimes († 1131)
      10. (I oder II) Hugo
      11. (II) Evrard, Kaplan der Könige Wilhelm Rufus und Heinrich I.

    2. Gilbert (Gislebert) († 1063 – ertrunken)
      1. Emerie; ⚭ Guérin le Chauve, wohl Vizegraf von Shrewsbury

  2. Robert († vor 1050)
  3. Roger
  4. Guillaume de Montgommery († nach 1040 – ermordet), Mörder von Osbern de Crépon
  5. Gilbert